# Richard Swift
 (février 2018).
Pour les articles homonymes, voir Swift.
Richard Swift est un chanteur, compositeur, producteur, multi-instrumentiste et créateur de courts métrages américain, né le 16 mars 1977 et mort le 3 juillet 2018 à Tacoma (État de Washington).

## Biographie
Richard Swift est le fondateur du studio National Freedom dans l'Oregon. Il est membre du groupe The Shins, et a rejoint les Black Keys comme bassiste et chanteur.
Il a collaboré comme producteur, muse et influenceur pour des artistes dont The Shins, Damien Jurado, David Bazan (en) (de Pedro the Lion (en)), Foxygen, Jessie Baylin, Nathaniel Rateliff, Lucius (en), Lonnie Holley (en), The Mynabirds (en), Wake Owl, Laetitia Sadier de Stereolab, Gardens & Villa (en), Cayucas (en) et Guster,,.

## Discographie
- The Novelist (2004)
- The Novelist Walking Without Effort (2005)
- Richard Swift As Onasis (2008)
- Dressed Up For The Letdown (2008)
- Ground Trouble Jaw EP (2008)
- Music From The Films Of R/Swift (2008)
- The Atlantic Ocean (2009)